# Rudé právo
Rudé právo byl deník a ústřední tiskový orgán Komunistické strany Československa (KSČ), který hrál důležitou roli v propagandě režimu. Deník byl založen roku 1920, když došlo k rozkolu mezi českými sociálními demokraty a komunisty. V záhlaví listu bylo uvedeno motto „Proletáři všech zemí, spojte se!“. Noviny vycházely i během druhé světové války v ilegalitě. Od ledna 1960 do června 1969 vycházelo Rudé právo také ve slovenské mutaci, a to vedle dalších slovenských komunistických novin Pravda.
Po sametové revoluci na podzim 1989 se část redakce odpoutala od KSČ a začala Rudé právo vydávat sama, později deník přejmenovala na Právo. Deník poté platil za list blízký sociální demokracii. Za jakéhosi nástupce Rudého práva coby nejvýznamnějšího komunistického deníku jsou považovány Haló noviny (název je odvozen od původní přílohy Rudého práva) úzce spjaté s KSČM.

## Historie
Deník Rudé právo byl založen roku 1920, kdy došlo k rozkolu mezi českými sociálními demokraty a komunisty, kdy faktický majitel socialistických novin Právo lidu Antonín Němec zabránil publikování názorů šmeralovského křídla. První číslo Rudého práva vyšlo 21. září 1920 (tento den byl pak za komunistického Československa slaven jako „Den tisku, rozhlasu a televize“). Rudé právo v záhlaví a v tiráži uvádělo vedle čísla ročníku Rudého práva i číslo ročníku Práva lidu, čímž vyjadřovalo, že se považuje za nástupce obou periodik. Právo lidu bylo po roce 1948 sloučeno s Rudým právem.

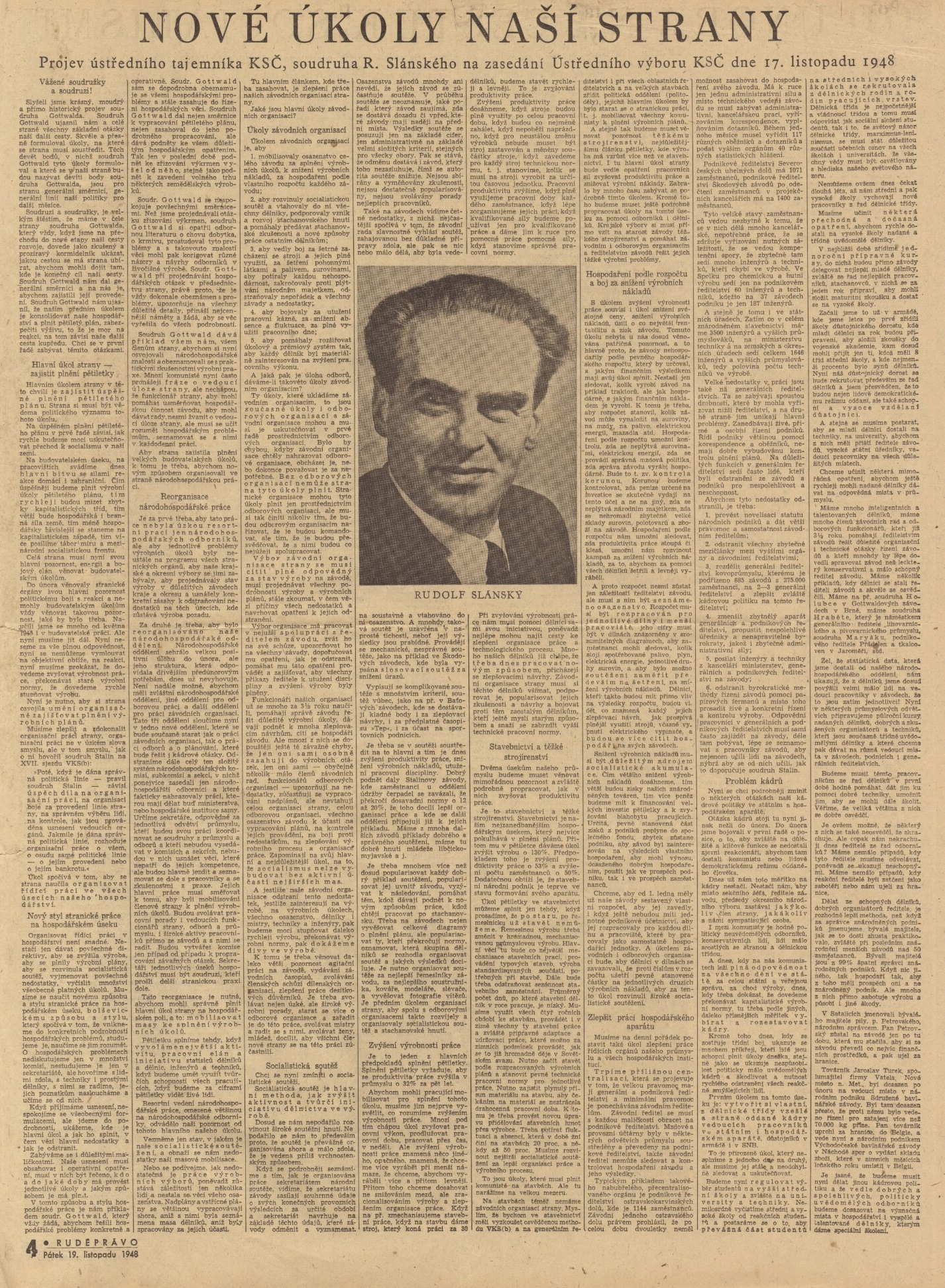
Rudé právo - 19.11. 1948

V období 1948–1989 bylo Rudé právo deníkem s nejvyšším nákladem (přesahujícím 2.170.000 výtisků[zdroj?], náklad v roce 1978 ve všední dny: 969.091,v roce 1984: 1.045.000, v roce 1986 — ve všední dny: 990.000, v sobotu: 1.450.000, v roce 1988 — ve všední dny: 1.018.000, v sobotu: 1.507.000) a sehrávalo klíčovou roli v ideologické propagandě. Bylo odebíráno nejen jednotlivými lidmi, ale také povinně na pracovištích, aby se tak dostalo k co nejširším masám. Zajímavostí je, že Rudé právo mělo velký (tzv. světový) formát A2, a to záměrně - aby „vyniklo“ mezi ostatními deníky té doby. Paradoxně to bylo jedním z důvodů, proč se mj. hojně využívalo pro balení např. svačin, balíků či jiných předmětů. Posledním komunistickým šéfredaktorem Rudého práva byl Zdeněk Hoření, jeho zástupcem pak Zdeněk Porybný, který předtím působil jako zpravodaj redakce ve Washingtonu.
Porybný Hořeního ve funkci nahradil krátce po sametové revoluci na podzim 1989 a současně převzal i vedení vydavatelství Rudé právo, později vydavatelství Florenc. Na jaře 1990 nechal z hlavičky listu odstranit heslo „Proletáři všech zemí, spojte se!“. V září 1990 založil Porybný akciovou společnost Borgis a část akcií nabídl členům tehdejší redakce Rudého práva. Díky jeho trojjediné roli ředitele vydavatelství Florenc, šéfredaktora Rudého práva a předsedy představenstva a. s. Borgis se mu podařilo společně s dalšími členy redakce realizovat sled právních kroků, v jejichž důsledku začal od 1. ledna 1991 vydávat Rudé právo sám jako soukromý vydavatel. Podtitul „Deník KSČ“ byl pouze nahrazen obecnějším „levicový list“. V září roku 1995 pak došlo k završení polistopadové transformace deníku jeho přejmenováním na Právo.

## Vyznamenání

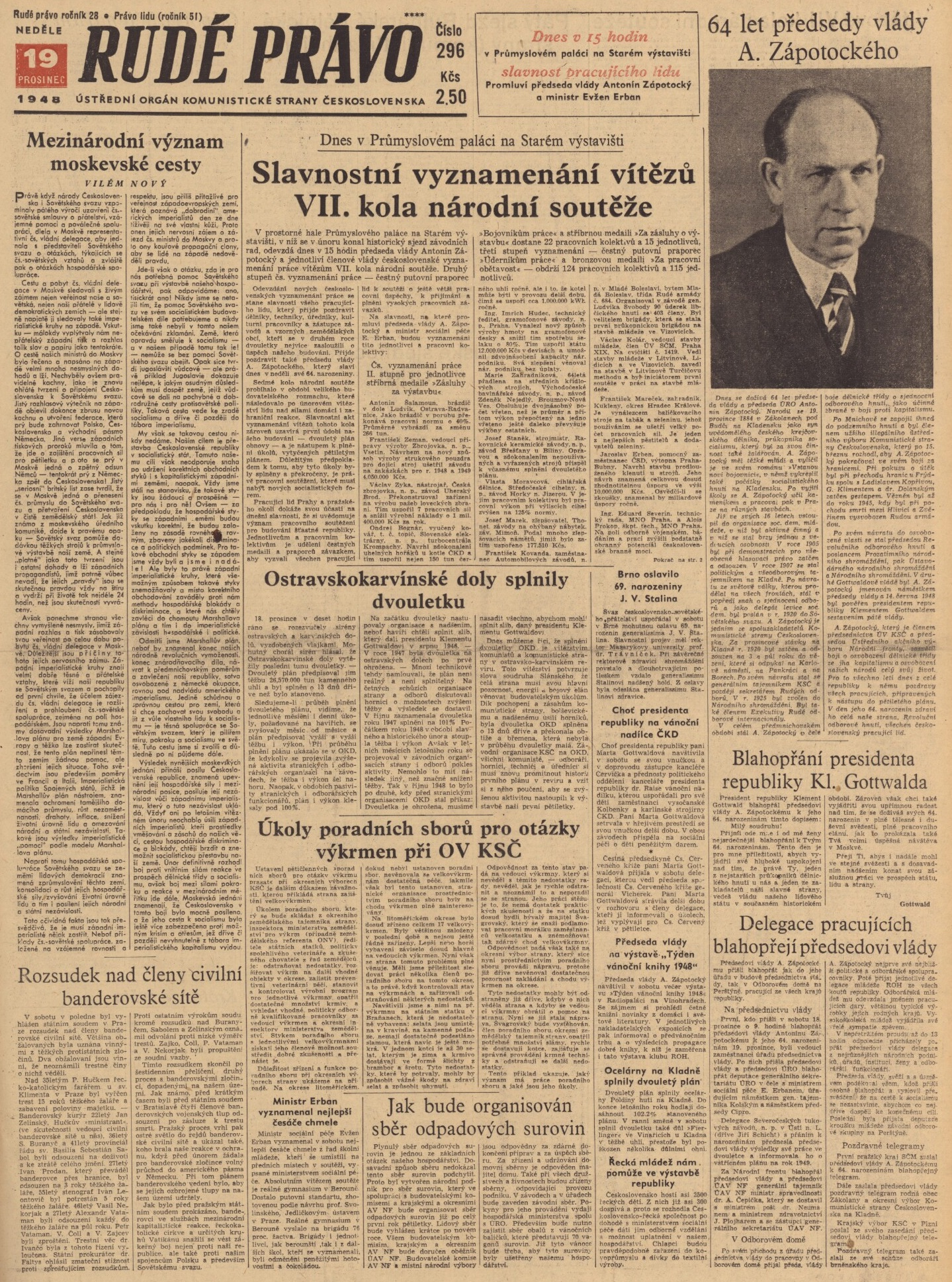
Rudé právo - 19.12.1948

Noviny byly za svoji činnost režimem oceněny třemi řády, Řádem republiky (1955), Řádem Klementa Gottwalda (1970), a Řádem Vítězného února (1973). Insignie těchto řádů byly tištěny u titulu.